# Новолетниковское муниципальное образование
Новолетниковское муниципальное образование — упразднённое муниципальное образование со статусом сельского поселения в Зиминском районе Иркутской области России.
Бывший административный центр — посёлок Новолетники.

## История
Законом Иркутской области о преобразовании Новолетниковского и Масляногорского муниципальных образований Зиминского района Иркутской области и о внесении изменений в Закон Иркутской области «О статусе и границах муниципальных образований Зиминского района Иркутской области» от 13 ноября 2019 года муниципальное образование включено в состав Масляногорского муниципального образования с сохранением прежних внешних границ. Закон вступил в силу с 20 ноября 2018 года

## Демография
По результатам Всероссийской переписи населения 2010 года численность населения муниципального образования составила 504 человека, в том числе 240 мужчин и 264 женщины.

## Населенные пункты
В состав муниципального образования входили населенные пункты
- Новолетники
- Успенский 3-й[3]

Исчезнувшие населённые пункты:
- Буинский
- Виноградовск
- Григорьевск
- Кармановский
- Михайловский[4]